# Opisthopterus effulgens
Opisthopterus effulgens is een  straalvinnige vissensoort uit de familie van haringen (Clupeidae). De wetenschappelijke naam van de soort is voor het eerst geldig gepubliceerd in 1903 door Regan.
De soort staat op de Rode Lijst van de IUCN als Kwetsbaar, beoordelingsjaar 2008.